# Nikon D6
A Nikon D6 egy 20,8-megapixeles FX-formátumú, F-bajonettes digitális tükörreflexes fényképezőgép, amelyet a Nikon 2020. február 11-én jelentett be. A D6 a Nikon legmagasabb kategóriájú professzionális DSLR-kínálatában elődjét, a Nikon D5-öt váltja le. Elődjéhez képest néhány újdonságot kapott: új képfeldolgozó processzort, gyorsabb sorozatfelvételt és új autofókusz-szenzort.

## Tulajdonságok

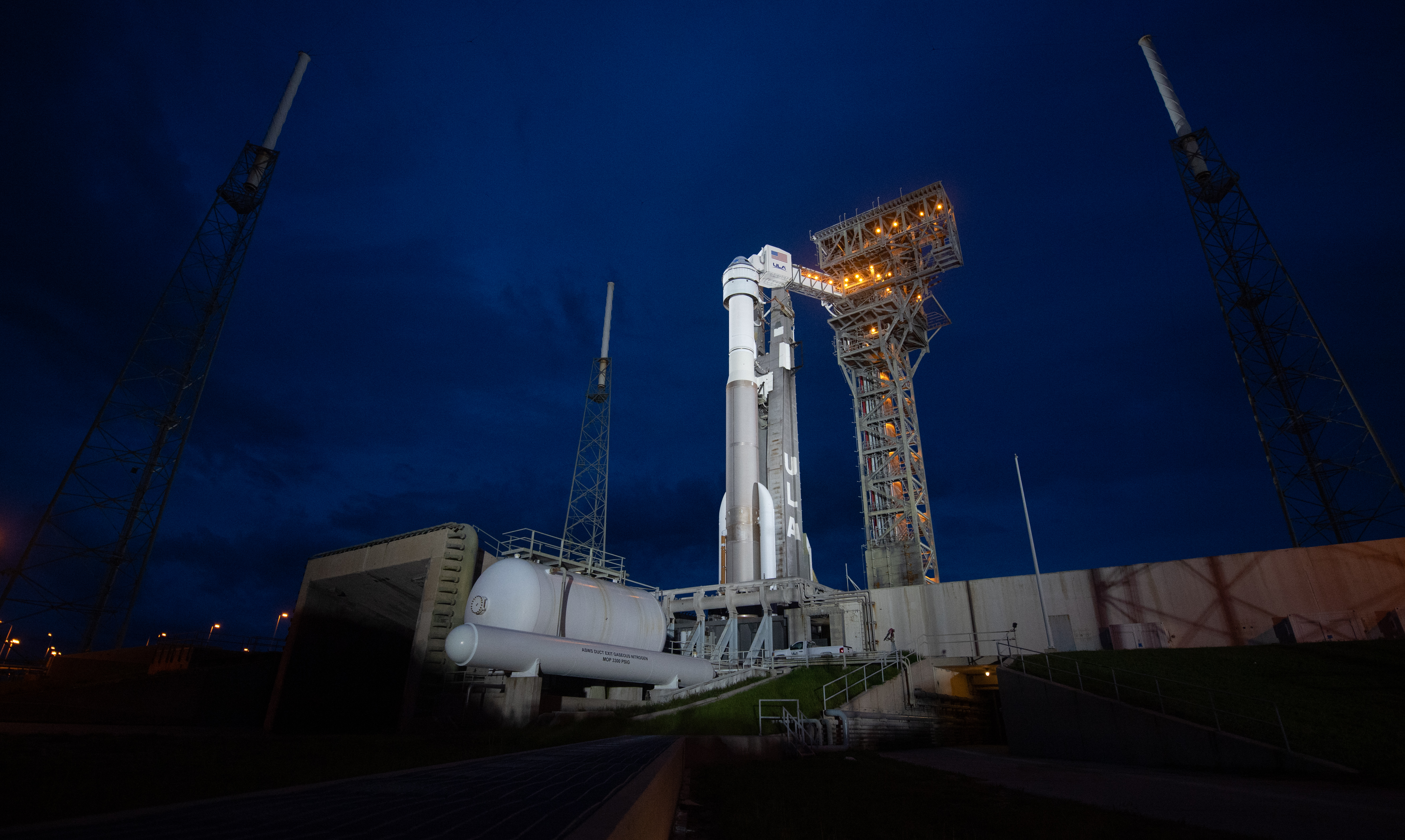
Nikon D6-tal készült fénykép

Nagyban megegyezik a Nikon D5-tel, a következő különbségekkel és újdonságokkal:
- Nikon Expeed 6 képfeldolgozó processzor
- Gyorsabb sorozatfelvétel: 14 kép/mp teljes autofókusszal (AF), nyers RAW formátumban
- Új Multi-CAM 37K autofókusz-szenzor modul 105 cross típusú fókuszponttal
- Dupla CFexpress (Type-B) memóriakártya-slot

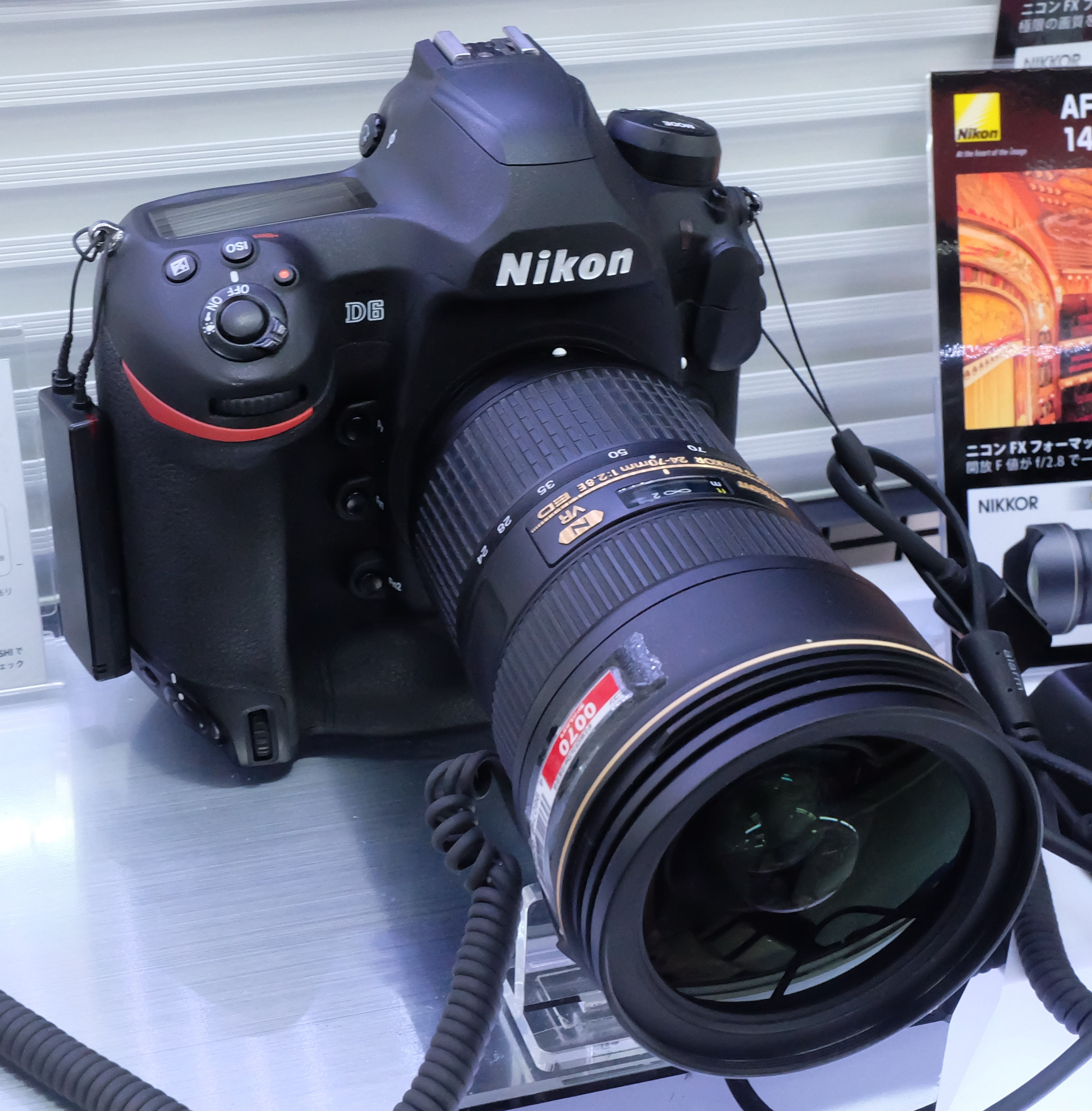
Nikon D6 + NIKKOR AF-S 24-70mm f/2.8E ED VR
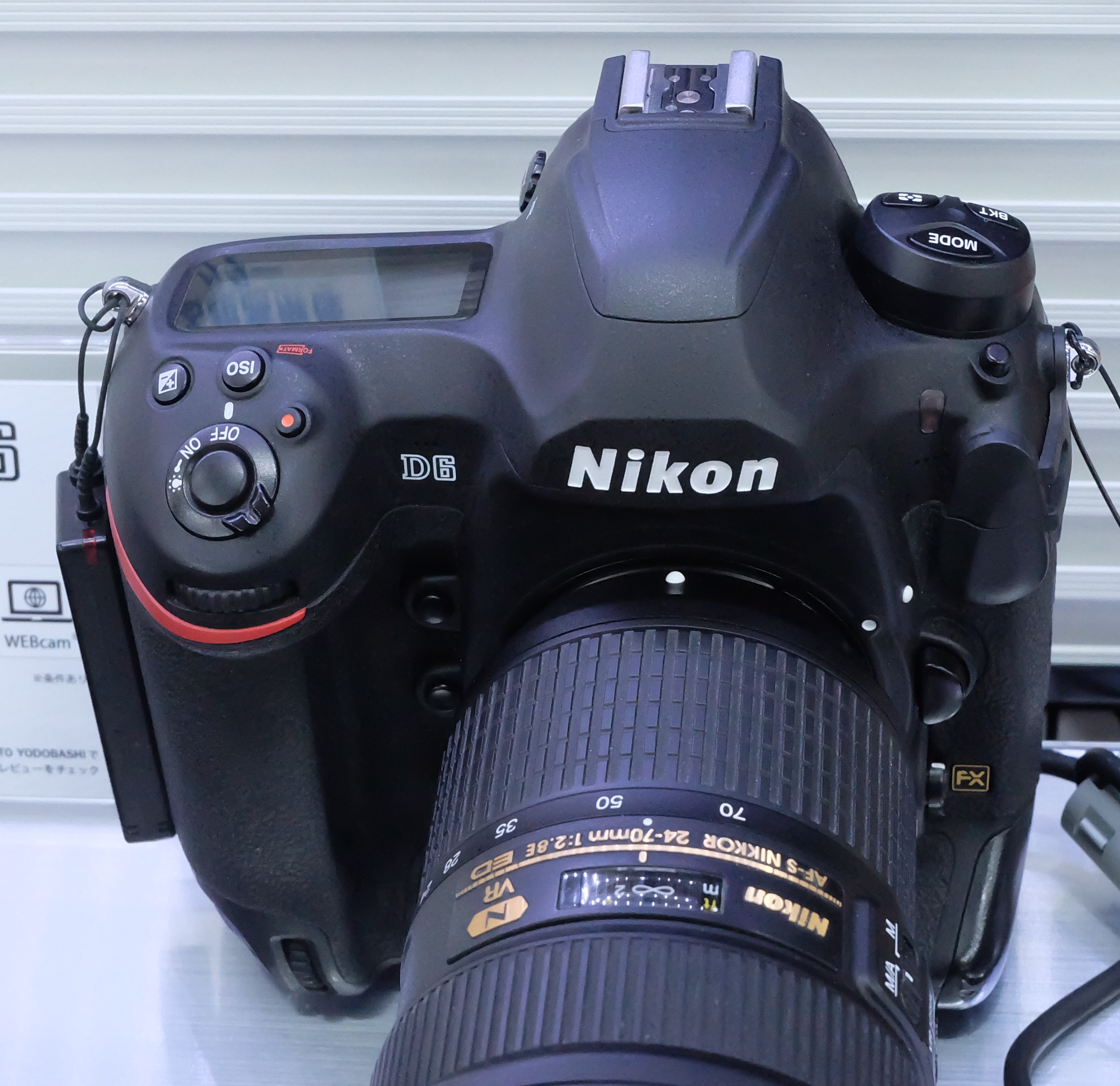
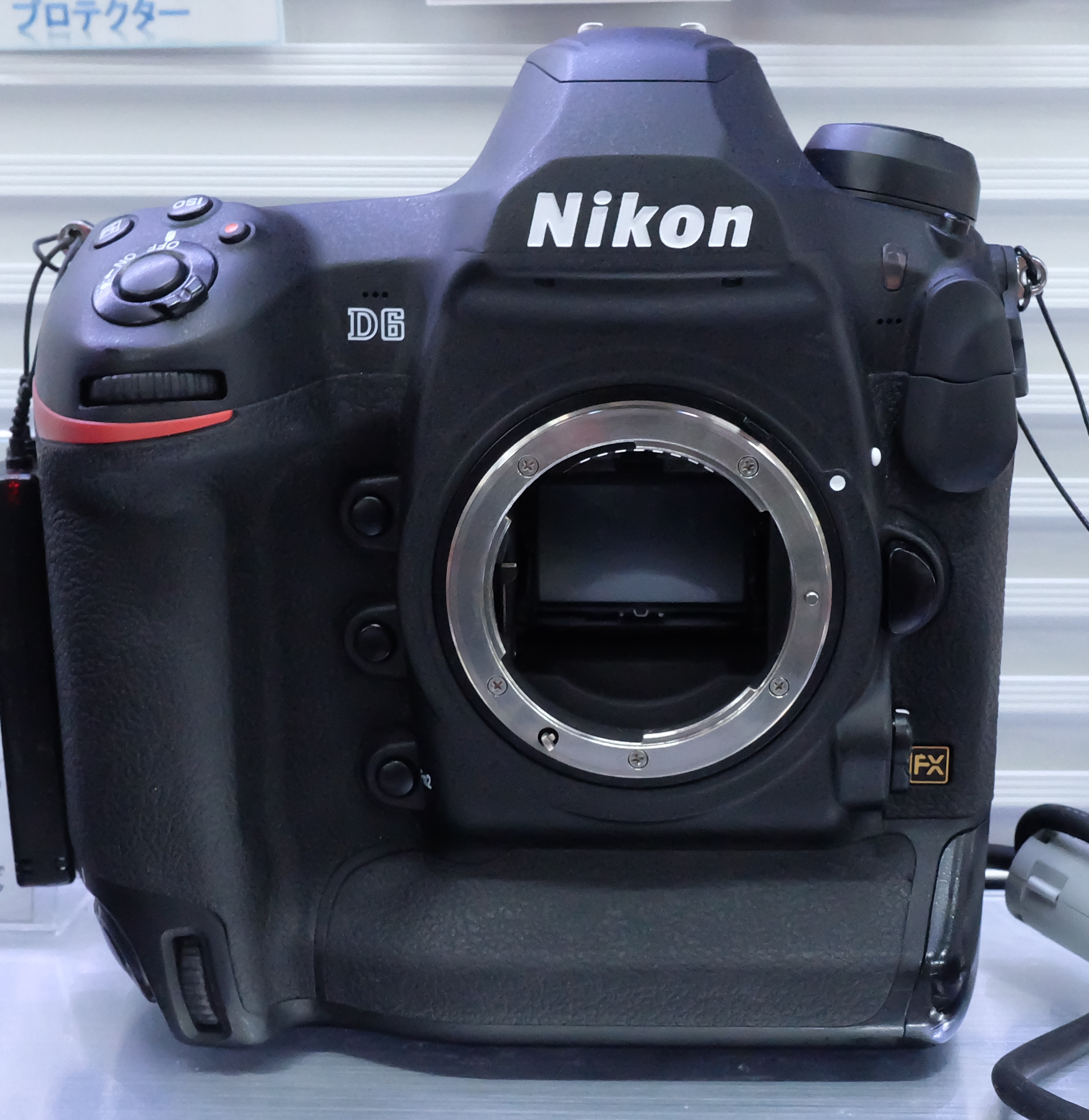
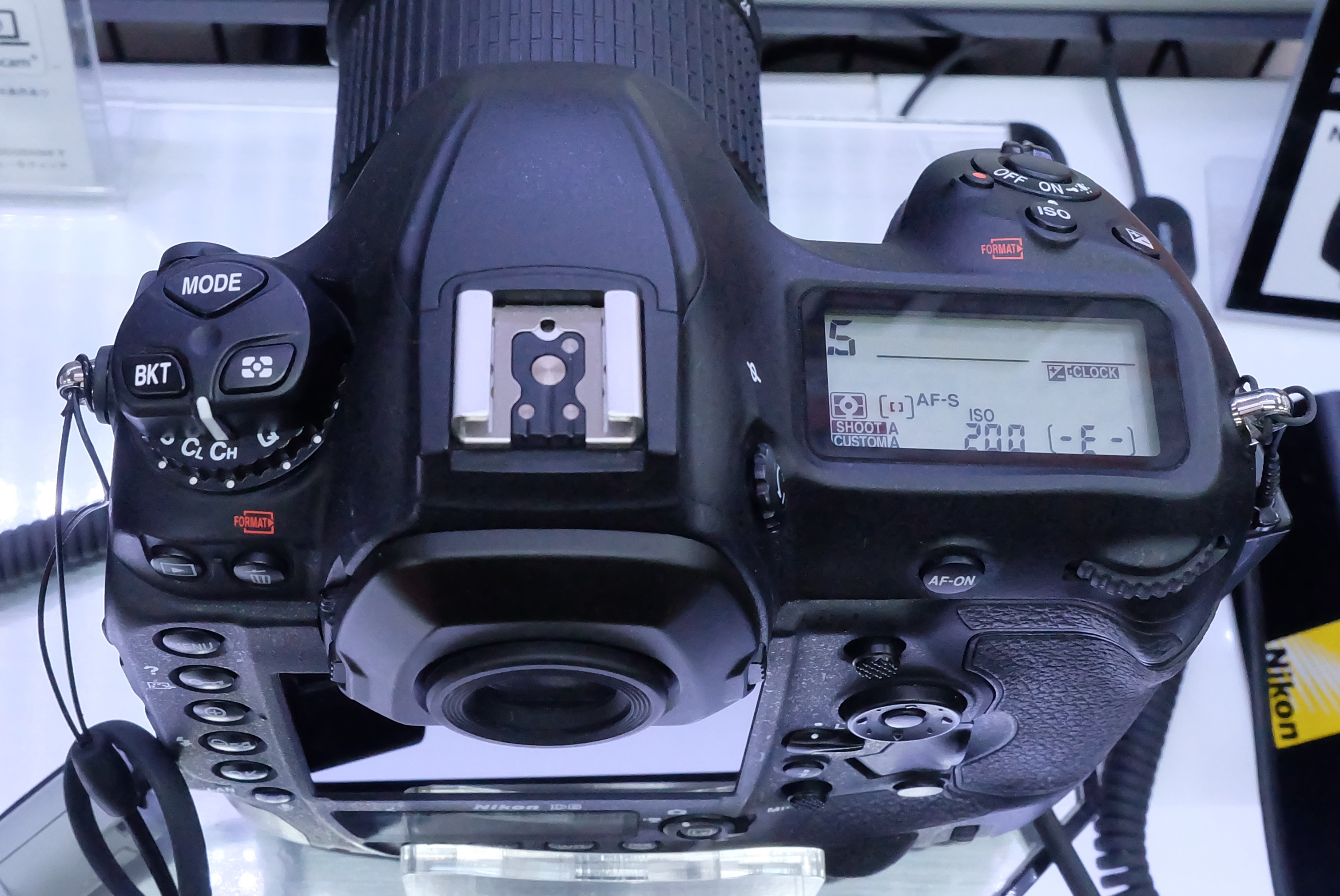
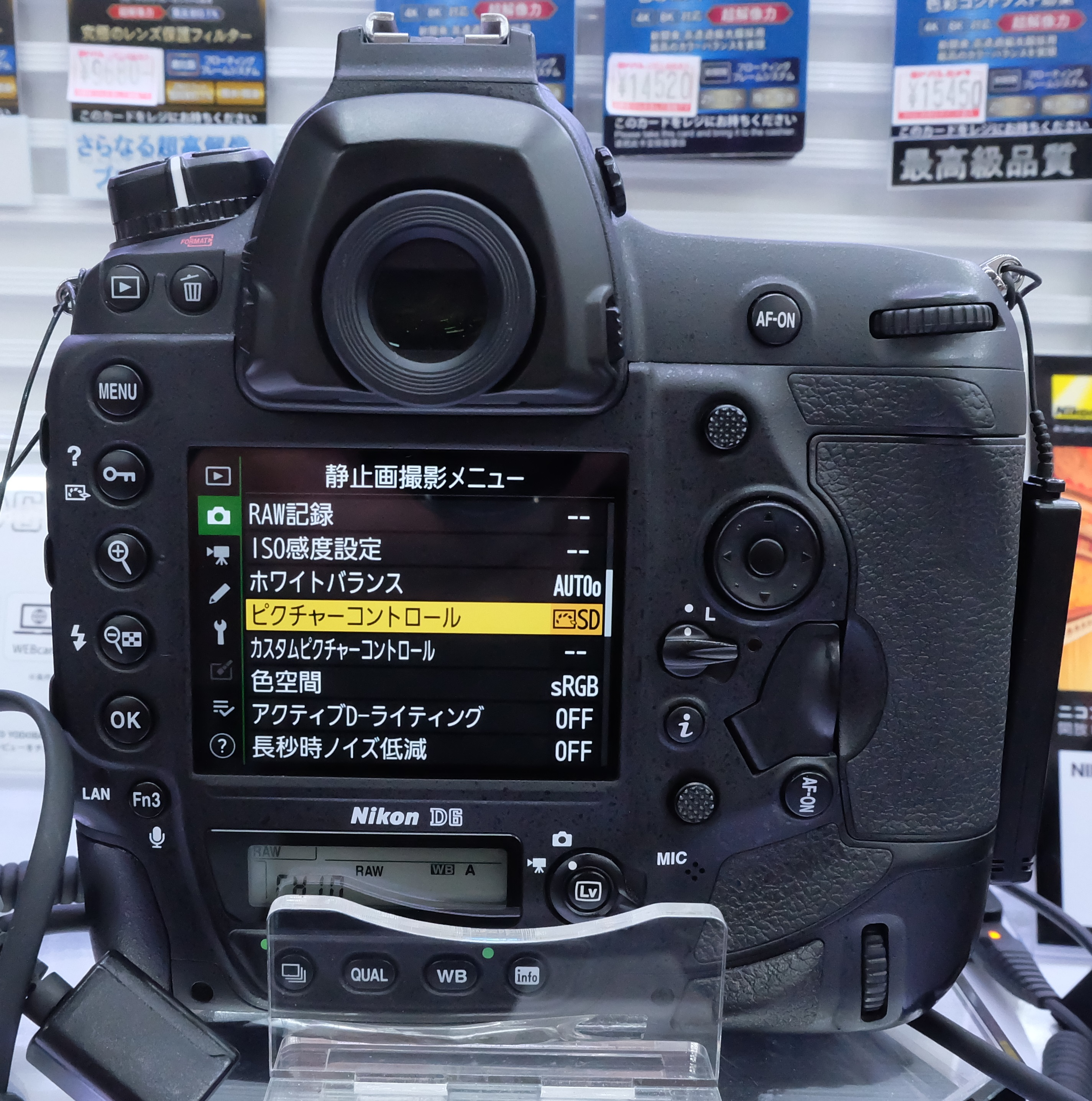